# アラン・パーソンズ
アラン・パーソンズ（Alan Parsons, OBE、1948年12月20日 - ）は、イングランド出身の音楽プロデューサー、マルチプレイヤー。アメリカ合衆国在住。ロック史において最も高名な音楽エンジニアの一人。自らを冠したロックユニット「アラン・パーソンズ・プロジェクト」を主宰し、世界的な成功を得ている。2021年、大英帝国勲章（OBE）叙勲。

## 略歴
「ビートルズ」「ウイングス」「ピンク・フロイド」など数々のアーティストのエンジニア、アレンジャー、プロデューサーを務め、1960年代後半から1970年代にかけて多くの傑作を世に送り出してきた。例として、ピンク・フロイドの『狂気』には担当エンジニアとして名前がクレジットされている。ヒット曲として知られる「マネー」では冒頭のレジスターと小銭などの効果音（ありていに言えば金の音）を制作しており、本人の談によれば当時はまだサンプラーが無かったため制作には一ヶ月近くを要したようである。
その後、自らもミュージシャンとして作品を発表するようになり、1975年にはエリック・ウールフソンと共同でロックユニット「アラン・パーソンズ・プロジェクト」を結成。コンセプト・アルバムを主体として、それまでに培ってきた音楽センスを遺憾なく発揮し、世界的な成功を手に入れる。
1990年代以降はソロ・アーティストとしても活動し、後にはアラン・パーソンズ・プロジェクトをライブバンド化した「アラン・パーソンズ・ライブ・プロジェクト」や「アラン・パーソンズ・シンフォニック・プロジェクト」などを立ち上げている。
2021年6月、長年の功績を表彰され、大英帝国勲章（OBE）を叙勲した。

## ディスコグラフィ

### スタジオ・ソロアルバム
- 『人生ゲーム』 - Try Anything Once  (1993年)
- 『オン・エアー』 - On Air (1996年)
- 『タイム・マシン』 - The Time Machine (1999年)
- A Valid Path (2004年)
- 『ザ・シークレット』 - The Secret (2019年)[4]
- 『新世界より』 - FROM THE NEW WORLD (2022年)[5]

### ライブ・アルバム
- 『ザ・ベリー・ベスト・ライブ』 - The Very Best Live (1995年)
- Eye 2 Eye: Live In Madrid (2010年)
- Alan Parsons LiveSpan (2013年)
- Alan Parsons Symphonic Project, Live in Colombia (2016年)

### シングル
- "All Our Yesterdays / Alpha Centauri" (2010年)
- "Fragile / Luciferama" (2014年)
- "Do You Live At All" (2015年)

### アラン・パーソンズ・プロジェクト
詳しくは「アラン・パーソンズ・プロジェクト#ディスコグラフィ」を参照

### エンジニア
- ビートルズ : 『アビイ・ロード』 - Abbey Road (1969年)
- ピンク・フロイド : 『原子心母』 - Atom Heart Mother (1970年)
- ピンク・フロイド : 『狂気』 - The Dark Side of the Moon (1973年)
- ホリーズ : Hollies (1974年)
- ホリーズ : Another Night (1975年)
- アンブロージア : 『アンブロージア』 - Ambrosia (1975年)
- アル・スチュワート : 『イヤー・オブ・ザ・キャット』 - Year of the Cat (1976年)
- アル・スチュワート : 『タイム・パッセージ』 - Time Passages (1978年)
- スティーヴン・ウィルソン : 『レイヴンは歌わない』 - The Raven That Refused to Sing (And Other Stories) (2013年)

### プロデューサー
- パイロット : 『パイロット』 - From the Album of the Same Name (1974年)
- コックニー・レベル : 『さかしま』 - The Psychomodo (1974年)
- スティーヴ・ハーレイ&コックニー・レベル : 『ザ・ベスト・イヤーズ・オブ・アワ・ライヴズ』 - The Best Years of Our Lives (1975年)
- パイロット : 『セカンド・フライト』 - Second Flight (1975年)
- アル・スチュワート : 『追憶の館』 - Modern Times (1975年)
- ジョン・マイルズ : 『理由なき反逆者』 - Rebel (1976年)
- アル・スチュワート : 『イヤー・オブ・ザ・キャット』 - Year of the Cat (1976年)
- アンブロージア : 『ピラミッドの伝説』 - Somewhere I've Never Travelled (1976年)
- アル・スチュワート : 『タイム・パッセージ』 - Time Passages (1978年)
- レニー・ザカテク : 『レニー・ザカテク』 - Lenny Zakatek (1979年)
- キーツ : 『キーツ』 - Keats (1984年)
- オリジナルサウンドトラック（アンドリュー・パウエル） : 『レディホーク』 - Ladyhawke (1985年)
- ジョン・アンダーソン／スティーヴ・ハウ／ビル・ブルーフォード／ロンドン・フィルハーモニー管弦楽団 : 『シンフォニック・イエス』 - Symphonic Music of Yes (1993年)
- ジェイク・シマブクロ : 『グランド・ウクレレ』 - Grand Ukulele (2012年)
- ブラックフィールド : Blackfield V (2017年)